# Kembo Mohadi
Kembo Dugish Campbell Mohadi (n. 15 de noviembre de 1941) es un político zimbabuense que se desempeñó como Vicepresidente Segundo de Zimbabue, entre el 28 de diciembre de 2017 y el 1 de marzo de 2021.
Así mismo, se ha desempeñó como Ministro de Defensa, Seguridad y Veteranos de Guerra, en 2017, como Ministro de Estado de Seguridad Nacional en la Oficina del Presidente, de 2015 a 2017, y Ministro del Interior, de 2002 a 2015.

## Carrera política
Comenzó su carrera política a nivel nacional sirviendo como Viceministro de Gobierno Local, para después ser designado como Ministro del Interior en agosto de 2002.
Mohadi fue nominado por el ZANU-PF como su candidato para el escaño de la Asamblea Nacional correspondiente al distrito electoral de Beitbridge East, en la Provincia de Matabelelandia Meridional, en las elecciones parlamentarias de marzo de 2008. Según los resultados oficiales, ganó el escaño por un amplio margen, recibiendo 4.741 votos contra 2.194 votos para Muranwa Siphuma de la facción del Movimiento por el Cambio Democrático (MDC) liderada por Morgan Tsvangirai y 1.101 votos para Ncube Lovemore de la facción del MDC dirigida por Arthur Mutambara.
Tras la juramentación del Gobierno de Unidad Nacional liderado por Morgan Tsvangirai en febrero de 2009, Mohadi compartió el Ministerio del Interior con Giles Mutsekwa del MDC-T, según lo estipulado por el arbitraje de la Comunidad de Desarrollo de África Austral a finales de 2008. Después de que Mugabe ganara la reelección en julio de 2013, Mohadi fue reelegido como el único Ministro del Interior el 10 de septiembre de 2013.
El presidente Mugabe trasladó a Mohadi al puesto de Ministro de Seguridad Nacional el 6 de julio de 2015. El 30 de noviembre de 2017 fue nombrado Ministro de Defensa, Seguridad y Veteranos de Guerra por el sucesor de Mugabe, Emmerson Mnangagwa . 
Fue nombrado vicepresidente de la Unión Nacional Africana de Zimbabue - Frente Patriótico el 23 de diciembre de 2017 y juró como Vicepresidente Segundo de Zimbabue el 28 de diciembre de 2017. El secretario en jefe interino del presidente y gabinete, Justin Mupamhanga, emitió un comunicado al día siguiente de que Mohadi había sido designado a cargo de la cartera de Paz y Reconciliación Nacional.

### Intento de asesinato
El 23 de junio de 2018, una explosión en un mitin de campaña en Bulawayo, en lo que la Zimbabwe Broadcasting Corporation llamó un intento de asesinato, dirigida contra Mohadi y otros altos funcionarios del Gobierno, dejó gravemente herido a Mohadi, teniendo que ser hospitalizado Mohadi.

### Escándalo sexual y renuncia
Tras la filtración de presuntas grabaciones de audio, que circularon en las redes sociales, de Mohadi invitando a mujeres casadas y solteras a su oficina y a hoteles para recibir favores sexuales en febrero de 2021, presentó su renuncia como vicepresidente el 1 de marzo. Antes de esto, había emitido una declaración negando las acusaciones, etiquetando toda la terrible experiencia como un asesinato de carácter y que él era una "víctima de maquinaciones políticas" y "clonación de voz".